# ابن الرومي
أبُو الحَسَنِ عَلِيُّ بْنُ العَبَّاسِ بْنُ جَرِيْجٍ، وقيل جُورجِيْسُ المعروف بِابْنِ الرُّوْمِيِّ شَاعِرٌ من شُعَرَاءِ القرن الثالث الهجري في العَصْرِ العَبَّاسِيِّ.

## المولد
ولد بالعقيقة في بغداد (2 رجب 221 هـ - 283 هـ).
كان ابن الرومي مولى لعبد الله بن عيسى، ولا يشكّ أنّه رومي الأصل، فإنّه يذكره ويؤكّده في مواضع من ديوانه. وكانت أُمّه من أصل فارسي، وهي امرأة تقية صالحة رحيمة، كما هو واضح من رثائه لها.
ابن الرومي شاعر كبير من العصر العباسي، من طبقة بشار والمتنبي، شهدت حياته الكثير من المآسي والتي تركت آثارها على قصائده، تنوعت أشعاره بين المدح والهجاء والفخر والرثاء، وكان من الشعراء المتميزين في عصره، وله ديوان شعر مطبوع.
قال عنه طه حسين «نحن نعلم أنه كان سيئ الحظ في حياته، ولم يكن محبباً إلى الناس، وإنما كان مبغضاً إليهم، وكان مُحسداً أيضاً، ولم يكن أمره مقصوراً على سوء حظه، بل ربما كان سوء طبيعته، فقد كان حاد المزاج، مضطربه، معتل الطبع، ضعيف الأعصاب، حاد الحس جداً، يكاد يبلغ من ذلك الإسراف»
قال ابن خلكان في وصفه: «الشاعر المشهور صاحب النظم العجيب والتوليد الغريب، يغوص على المعاني النادرة فيستخرجها من مكانها ويبرزها في أحسن صورة ولا يترك المعنى حتى يستوفيه إلى أخره ولا يبقي فيه بقية».

## حياته
هو أبو الحسن علي بن العباس بن جريج وكنيته ابن الرومي نسبة لأبيه، ولد ببغداد عام 221هـ - 836م، وبها نشأ، كان مسلماً موالياً للعباسيين، ومما قاله في الفخر بقومه:
أخذ ابن الرومي العلم عن محمد بن حبيب، وعكف على نظم الشعر مبكراً، وقد تعرض على مدار حياته للكثير من الكوارث والنكبات والتي توالت عليه غير مانحة إياه فرصة للتفاؤل، فجاءت أشعاره انعكاساً لما مر به، وإذا نظرنا إلى تاريخ المآسي الذي مر به نجد انه ورث عن والده أملاكاً كثيرة أضاع جزء كبير منها بإسرافه ولهوه، أما الجزء الباقي فدمرته الكوارث حيث احترقت ضيعته، وغصبت داره، وأتى الجراد على زرعه، وجاء الموت ليفرط عقد عائلته واحداً تلو الآخر، فبعد وفاة والده، توفيت والدته ثم أخوه الأكبر وخالته، وبعد أن تزوج توفيت زوجته وأولاده الثلاثة.
مما قاله في وفاة أحد أبنائه:
ولعل هذه الأحداث التي ذكرناها سابقاً قد شكلت طبعه وأخلاقه فقد مال إلى التشاؤم والانغلاق، وأصبحت حياته مضطربة، وأصبح هو غريب الأطوار خاضع للوهم والخوف، يتوقع السوء دائماً، فقام الناس بالسخرية منه والابتعاد عنه واضطهاده، ومن جانبه نقم على مجتمعه وحياته فأتجه إلى هجاء كل شخص وكل شيء يضايقه أو يسيء إليه.

## شعره
عاصر ابن الرومي عصور ثمانية من الخلفاء العباسيين، وكان معظمهم يرفضون مديحه ويردون إليه قصائده، ويمتنعون عن بذل العطايا له، مما قاله في ذلك:
تميز ابن الرومي بصدق إحساسه، فأبتعد عن المراءاة والتلفيق، وعمل على مزج الفخر بالمدح، وفي مدحه أكثر من الشكوى والأنين وعمل على مشاركة السامع له في مصائبه، وتذكيره بالألم والموت، كما كان حاد المزاج، ومن أكثر شعراء عصره قدرة على الوصف وابلغهم هجاء، أبحر في دروب الشعر المختلفة، فجاءت أشعاره مبدعة في الحركة والتشخيص والوصف، واعتنى بالموسيقى والقافية.
عرف ابن الرومي بإجادته الكثير من الأشكال الشعرية والتي جاء على رأسها الهجاء، فكان هجاؤه للأفراد قاسي يقدم الشخص الذي يقوم بهجاؤه في صورة كاريكاتورية ساخرة مثيرة للضحك. قال عنه المرزباني «لا أعلم أنه مدح أحداً من رئيس أو مرؤوس إلا وعاد إليه فهجاه ولذلك قلت فائدته من قول الشعر وتحاماه الرؤساء».
قال في وصف البحتري:
قام ابن الرومي بمدح أبي القاسم الشطرنجي، والقاسم بن عبد الله وزير المعتضد، وأجاد ابن الرومي في وصف الطبيعة، وتفوق في هذا عن غيره من الشعراء، وقد تفاعل وجدانياً مع عناصرها وأجوائها، فقام بالتعبير عنها ومن خلالها، وأغرم بها.ومما قاله في وصفها:
وجاءت حكمة ابن الرومي كنتيجة منطقية لمسيرة حياته، فقال:
أبدع ابن الرومي في الرثاء وذلك نظراً لما عاناه في حياته من كثرة الآلام والكوارث التي تعرض لها، وكان رثاؤه الذي قاله في ابنه الأوسط يعبر عن مدى الألم والحزن في نفسه، كما له رثاء في «خراب البصرة»، ومما قاله في رثاء أبنه:

## وفاته
توفي ابن الرومي مسموماً ودفن ببغداد عام 283 هـ / 896م، قال العقاد "أن الوزير أبا الحسين القاسم بن عبيد الله بن سلمان بن وهب، وزير الإمام المعتضد، كان يخاف من هجوه وفلتات لسانه بالفحش، فدس عليه ابن فراش، فأطعمه حلوى مسمومة، وهو في مجلسه، فلما أكلها أحس بالسم، فقال له الوزير: إلى أين تذهب؟ فقال: إلى الموضع الذي بعثتني إليه، فقال له: سلم على والدي، فقال له: ما طريقي إلى النار.

## تحقيقات ديوانه ومراجعه
عُني الدكتور حسين نصار بتحقيق ديوانه الضخم، ونشر منه حتى الآن خمسة مجلدات، وكان كامل الكيلاني قد نشر مختارات منه. ومن الدراسات الممتازة عنه كتاب عباس محمود العقاد (ابن الرومي: حياته من شعره).
ومن مراجع ترجمته (شذرات الذهب لابن العماد، ووفيات الأعيان لابن خلكان، وتاريخ بغداد للخطيب البغدادي). كما ألف عنه في العصر الحديث الدكتور علي شلق، والدكتور عمر فروخ، ومحمد عبد الغنى حسن وغيرهم كثير، منهم:
- ابن الرومي: حياته وشعره، إبراهيم المازني،
- من أروع ما قال ابن الرومي، إميل ناصيف، 2006، الطبعة رقم: 1، الناشر: دار الجيل
- ديوان ابن الرومي، تحقيق عبد الأمير مهنا، عدد الأجزاء: 6، سنة النشر: 2001، الطبعة رقم: 1، الناشر: دار ومكتبة الهلال،
- ابن الرومي، المؤلف: كمال أبو مصلح، عدد الأجزاء: 1، سنة النشر: 1995، الطبعة رقم: 1، الناشر: المكتبة الحديثة للطباعة والنشر،
- ابن الرومي، محمد حمود، عدد الأجزاء: 1، سنة النشر: 1994، الطبعة رقم: 1، الناشر: دار الفكر اللبناني،
- ابن الرومي: عصره، حياته، نفسيته، فنه، من خلال شعره، عبد المجيد الحر، عدد الأجزاء: 1، سنة النشر: 1992، الطبعة رقم: 1، الناشر: دار الكتب العلمية،
- كل ما قاله ابن الرومي في الهجاء، نازك سابا يارد، سنة النشر: 1988، الطبعة رقم: 1، الناشر: دار الساقي للطباعة والنشر،
- ابن الرومي، جورج معتوق، سنة النشر: 1984، الطبعة رقم: 2، الناشر: الشركة العالمية للكتاب
- ابن الرومي أو القصيدة المجنونة، اميل كبا، الطبعة رقم: 1، الناشر: مكتبة سمير،
- ابن الرومي، خليل شرف الدين، الطبعة رقم: 1، الناشر: دار ومكتبة الهلال،
- ابن الرومي، عباس محمود العقاد، الطبعة رقم: 1، الناشر: المكتبة العصرية- الدار النموذجية،
- نوادر ابن الرومي، يحيى شامي، الطبعة رقم: 1، الناشر: دار الفكر العربي،
- ابن الرومي: شاعر الغربة النفسية، فوزي عطوي، الطبعة رقم: 1، الناشر: دار الفكر العربي،
- ديوان ابن الرومي، تحقيق: عمر فاروق الطباع، عدد الأجزاء: 3، سنة النشر: 2001، الطبعة رقم: 1، الناشر: دار الأرقم للطباعة والنشر والتوزيع،